# Stefan von Dobrzynski

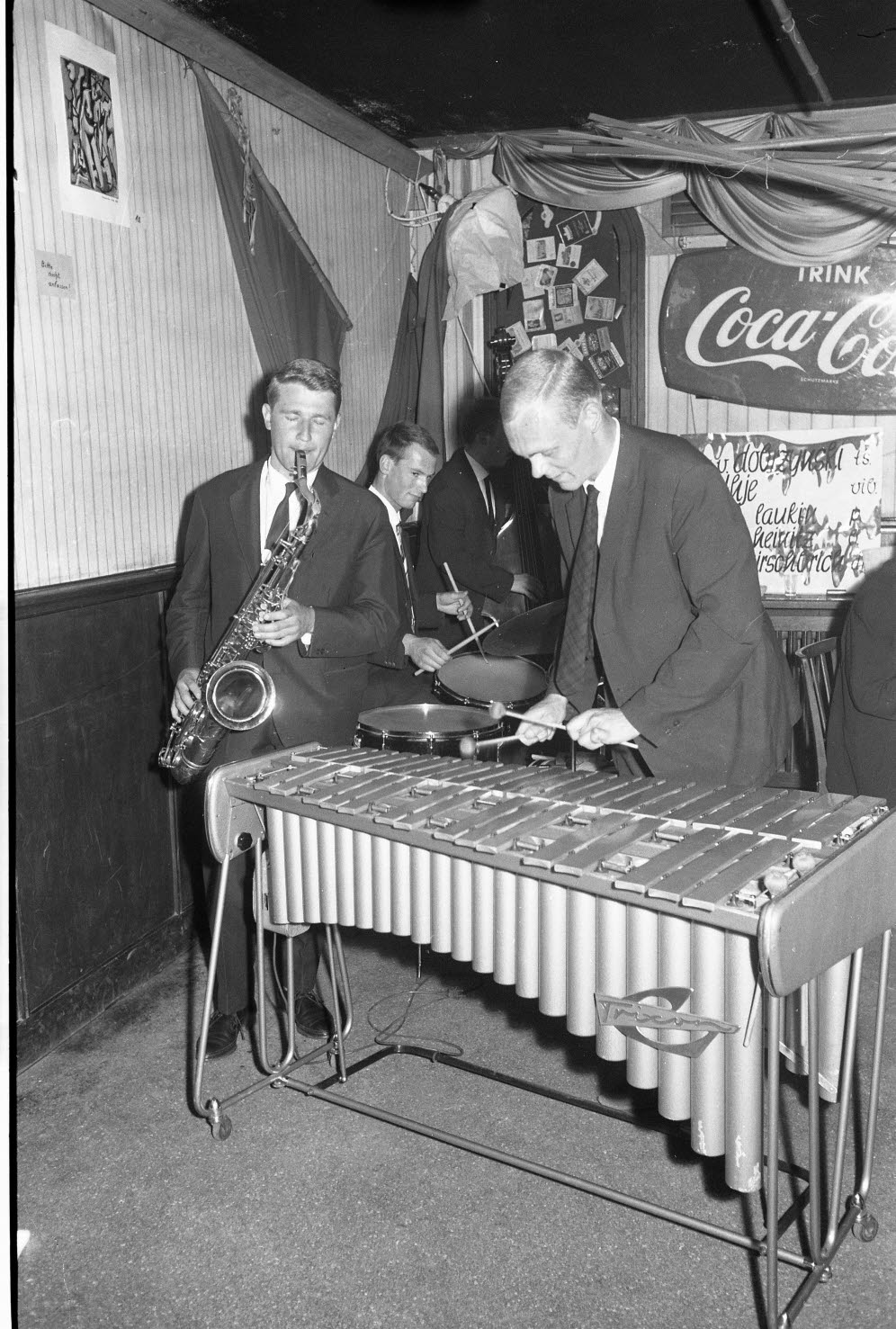
Stefan von Dobrzynski (li.) bei einem Auftritt in einem Kieler Jazzclub (1963)

Stefan von Dobrzynski (* 10. Mai 1928 in Berlin; † 24. Februar 2021 in Kiel) war ein deutscher Jazzmusiker (Klarinette, Saxophon, Flöte).

## Leben und Wirken
Dobrzynski lebte zunächst einige Kinderjahre mit der Familie in Buenos Aires und wuchs dann in Dresden auf, wo er ab dem 9. Lebensjahr Klavierunterricht erhielt. Mit 12 Jahren kam die Querflöte dazu. Kurz vor Kriegsende wurde er mit 16 Jahren zur Wehrmacht eingezogen, wobei ihm aber ein Fronteinsatz erspart blieb. Es folgte ein Klarinettenstudium in Dresden und dann in Berlin, wo er vom Studium ausgeschlossen wurde, als sein Professor erfuhr, dass er in Berliner Lokalen mit Jazzgruppen spielte.
Dobrzynski ging Anfang der 1950er in Kiel einer kaufmännischen Tätigkeit im väterlichen Unternehmen nach; für ein Praktikum wechselte er in eine befreundete Firma in London, wo er sich, obgleich am Modern Jazz orientiert, einer Dixieland-Band anschloss. Nach Kiel zurückgekehrt, orientierte er sich an Putte Wickman und machte sich bald einen Namen als führender Jazzmusiker. 1955 nahm er am Deutschen Amateur-Jazz-Festival in Düsseldorf teil und wurde auf Anhieb mit dem Preis für den besten modernen Solisten ausgezeichnet; auch sein Quartett kam auf den ersten Preis und wurde zu weiteren Festivals wie dem Deutschen Jazzsalon in Dortmund eingeladen. „So cool ist in Deutschland vielleicht nur noch die Hans Koller Combo oder Jutta Hipp“, hieß es im gleichen Jahr über ihn im Jazz Podium. Anschließend wechselte er ins Profilager, wo er mit dem Niederländer Ted Easton (Theo van Est) und der Band von Werner Giertz (gemeinsam mit Klaus Doldinger und Peter Trunk) spielte. 1960 wechselte er zur SFB Bigband. 1967 gehörte er, wie auch Helmut Brandt, zur von Don Ellis geleiteten Berlin Dream Band, die auf dem Berliner Jazzfestival einen großen Erfolg feierte. Gemeinsam mit Leo Wright und Carmell Jones spielte er auch in der SFB Combo. Ende der 1960er wechselte er zu Max Greger nach München und dann zum WDR-Tanzorchester unter Werner Müller.
Seit 1976 war er von Kiel aus als Freelancer tätig und arbeitete unter anderem mit der NDR Bigband. Seit 1977 gehörte er Wolfgang Schlüters Band Swing Revival an (deren Schallplatte 1985 mit dem Deutschen Schallplattenpreis ausgezeichnet wurde). Dann leitete Dobrzynski das eigene Quintett Swingpower.
Im Rahmen der Kieler Woche erhielt Dobrzynski 2008 den alle zwei Jahre verliehenen und mit 10.000 Euro dotierten Kieler Kulturpreis.
Stefan von Dobrzynski starb am 24. Februar 2021 in Kiel im Alter von 92 Jahren.

## Diskographische Hinweise
- Brotherhood of Swing (Delfina 1976?, mit Wolfgang Schlüter, Michael Naura, Lucas Lindholm, Kurt Giese)
- Swing Revival (Koala Records 1985, mit Wolfgang Schlüter, vib, Horst Mühlbradt, p, Lucas Lindholm, b, Charly Antolini, dr)